# サン・ジョルジョ・デッラ・リキンヴェルダ
サン・ジョルジョ・デッラ・リキンヴェルダ（伊: San Giorgio della Richinvelda）は、イタリア共和国フリウリ＝ヴェネツィア・ジュリア州ポルデノーネ県にある、人口約4,600人の基礎自治体（コムーネ）。

## 地理

### 位置・広がり

#### 隣接コムーネ
隣接するコムーネは以下の通り。括弧内のUDはウーディネ県所属を示す。
- コルデノンス
- ディニャーノ (UD)
- フライバーノ (UD)
- サン・マルティーノ・アル・タリアメント
- セデリアーノ (UD)
- スピリンベルゴ
- ヴァルヴァゾーネ・アルゼネ
- ヴィヴァーロ
- ゾッポラ

### 気候分類・地震分類
サン・ジョルジョ・デッラ・リキンヴェルダにおけるイタリアの気候分類 (it) および度日は、zona E, 2544 GGである。
また、イタリアの地震リスク階級 (it) では、zona 2 (sismicità media) に分類される。

## 行政

### 分離集落
サン・ジョルジョ・デッラ・リキンヴェルダには、以下の分離集落（フラツィオーネ）がある。
- Aurava, Cosa, Domanins, Pozzo, Provesano, Rauscedo